# A romániai magyar kétnyelvűség kutatása
A romániai magyar kétnyelvűség kutatása az erdélyi magyar közösségek nyelvi helyzetét, nyelvhasználati szokásait és a román–magyar nyelvi kontaktus jellemzőit vizsgálja. A kutatások fő kérdései a kétnyelvűség típusai, a nyelvi attitűdök, a kódváltás, valamint a nyelvfenntartás és nyelvcsere folyamatai köré csoportosulnak.

## Történeti áttekintés
A romániai magyar kétnyelvűség vizsgálata a 20. század közepén indult meg, elsősorban szociolingvisztikai keretek között. A kezdeti kutatások közül kiemelkedik Péntek János munkássága, aki alapvető fontosságú elemzéseket végzett az erdélyi magyar nyelvhasználatról és nyelvi változásokról. Péntek János kutatásai hozzájárultak a nyelvi kontaktusjelenségek és a nyelvi változás folyamatainak mélyebb megértéséhez.
Az 1990-es évek után, a politikai rendszerváltást követően a nyelvhasználati jogok bővülése és a kutatási lehetőségek kiszélesedése tette lehetővé a mélyebb elemzéseket. Ekkor jelentek meg a kétnyelvűség dinamikáját (lásd többek között Péntek 2001], Benő 2008, Bálint 2013, Sorbán 2014 munkáit) és a nyelvpolitikai hatásokat részletesebben vizsgáló munkák (Horváth 2008, Péntek-Benő 2003).

## Főbb kutatási irányok
A legfontosabb kutatási területek közé tartozik a nyelvi kontaktusjelenségek, például a kódváltás és kódkeverés vizsgálata (Benő 2008, Gál 2010, Tódor 2005), valamint a nyelvi attitűdök és ideológiák feltárása (Vremir 2000, Horváth 2008, Katona 2016, Fazakas 2016). Ezen túlmenően fontos terület a nyelvfenntartás és nyelvcsere dinamikájának elemzése, különösen a fiatal generációk körében. Összefoglaló munka a romániai kétnyelvűség állapotáról és az ezt célzó kutatásokról Péntek-Benő 2020-ban megjelent kötete. 

## Kutatási módszerek és eredmények
A romániai magyar kétnyelvűség kutatásának módszertani megközelítései közé tartozik a kvalitatív és kvantitatív eljárások kombinálása. A kérdőíves felmérések lehetővé teszik a nyelvhasználati szokások széles körű feltérképezését, míg az interjús és etnográfiai vizsgálatok mélyebb betekintést nyújtanak az egyéni és közösségi nyelvi attitűdökbe.
A kódváltás elemzése során gyakran alkalmazzák a diskurzuselemzést, amely feltárja a nyelvi váltások mögötti társadalmi és pragmatikai motivációkat. A nyelvfenntartás vizsgálatában longitudinális kutatások is szerepet kapnak, amelyek a generációk közötti nyelvhasználati változásokat követik nyomon.
Eredmények tekintetében megállapítható, hogy a kétnyelvűség szintje és formája jelentős mértékben függ a regionális és társadalmi kontextustól. A városi környezetben erőteljesebb a kódváltás és a nyelvi keveredés, míg a vidéki közösségekben jellemzőbb a stabilabb nyelvfenntartás. Ugyanakkor a fiatal generációk körében megfigyelhető a román nyelv dominanciájának növekedése, különösen az oktatási és munkaerőpiaci integráció kapcsán.

## Nyelvpolitikai vonatkozások
A romániai magyar kétnyelvűség kutatásának egyik fontos aspektusa a nyelvpolitikai kontextus elemzése. Benő Attila kiemelten foglalkozik a nyelvpolitikai döntések hatásaival a magyar közösségek nyelvhasználatára. A hivatalos nyelvhasználati jogok, az oktatási nyelvpolitika, valamint a kisebbségi nyelvi jogok érvényesülése mind jelentős befolyással bírnak a kétnyelvűség alakulására.
A kutatások rávilágítanak arra, hogy bár Románia jogi keretei biztosítják a magyar nyelv használatát bizonyos területeken (pl. közigazgatás, oktatás), ezek gyakorlati megvalósítása sokszor korlátozott. A nyelvpolitikai intézkedések hatására kialakuló nyelvi ideológiák és attitűdök szintén hozzájárulnak a nyelvfenntartási stratégiák formálódásához.

## Jelentős intézmények
A kétnyelvűség kutatásában kiemelkedő szerepet tölt be a kolozsvári Szabó T. Attila Nyelvi Intézet, a szociolingvisztikai kutatások, akárcsak a kontaktológiával foglalkozók intézményesen elsősorban ennek  az intézménynek az  égisze alatt zajlanak, illetve ezen felül szakmai hátteret számukra a Babeș-–Bolyai Tudományegyetem Magyar és Általános Nyelvészeti Tanszéke biztosít.